# Buteo auguralis
Buteo auguralis е вид птица от семейство Ястребови (Accipitridae).

## Разпространение
Видът е разпространен в Ангола, Бенин, Буркина Фасо, Габон, Гана, Гвинея, Екваториална Гвинея, Етиопия, Камерун, Демократична република Конго, Република Конго, Кот д'Ивоар, Либерия, Мали, Мавритания, Нигер, Нигерия, Сенегал, Сиера Леоне, Судан, Того, Уганда, Централноафриканската република, Чад и Южен Судан.